# Pseudopentaria defarguesi
Pseudopentaria defarguesi es una especie de coleóptero de la familia Scraptiidae.

## Distribución geográfica
Habita en Europa, África y en Israel.